# Żarki (gemeente)
De gemeente Żarki is een stad- en landgemeente in het Poolse woiwodschap Silezië, in powiat Myszkowski.
De zetel van de gemeente is in Żarki.
Op 30 juni 2004 telde de gemeente 8155 inwoners.

## Oppervlakte gegevens
In 2002 bedroeg de totale oppervlakte van gemeente Żarki 100,67 km², waarvan:
- agrarisch gebied: 55%
- bossen: 26%
- inne: 19%

De gemeente beslaat 21,03% van de totale oppervlakte van de powiat.

## Demografie
Stand op 30 juni 2004:
| Omschrijving                   | Totaal | Totaal | Vrouwen | Vrouwen | Mannen | Mannen |
| ------------------------------ | ------ | ------ | ------- | ------- | ------ | ------ |
| eenheid                        | aantal | %      | aantal  | %       | aantal | %      |
| inwoners                       | 8155   | 100    | 4208    | 51,6    | 3947   | 48,4   |
| bevolkingsdichtheid (inw./km²) | 81     | 81     | 41,8    | 41,8    | 39,2   | 39,2   |

In 2002 bedroeg het gemiddelde inkomen per inwoner 1427,99 zł.

## Administratieve plaatsen (sołectwo)
Czatachowa, Jaroszów, Jaworznik, Kotowice, Przybynów, Suliszowice, Wysoka Lelowska, Zaborze, Zawada.
Zonder de status sołectwo : Ostrów.

## Aangrenzende gemeenten
Janów, Myszków, Niegowa, Olsztyn, Poraj, Włodowice